# Влад Лупан
Влад Лупан (молд. Vlad Lupan; нар. 26 липня 1971, Кишинів, Молдова) — молдавський дипломат. Постійний представник Молдови при ООН (2012—2017).

## Біографія
Влад Лупан народився 26 липня 1971 року в Кишиневі. У 1993 році закінчив Кишинівський університет та Національну школу адміністрації та політичних наук Бухареста. Отримав ступінь магістра мистецтв у галузі журналістики та публічної комунікації Вільного незалежного університету Молдови (2008).
У 1996—2008 рр. — працював у Міністерстві закордонних справ та європейської інтеграції Молдови.
У 2008—2012 рр. — директор Департаменту НАТО в Міністерстві закордонних справ Молдови.
У 2010—2012 рр. — радник Президента Молдови з питань зовнішньої політики. Був депутатом (лібералом) у Парламенті Республіки Молдова.
У 2012—2017 рр. — Постійний представник Молдови при ООН.
Колишній модератор ток-шоу «Євроатлантичний словник» на Radio Vocea Basarabiei та колишній член Консультативної ради при Міністерстві оборони (Молдова). Раніше Лупан був координатором експертів Громадського суспільства «Звіт 19» щодо Молдови-ЄС,  написав дослідження про ЄС-Молдова, а також про зовнішню та внутрішню політику. За час роботи в МЗС був відряджений до двох державних комісій як перемовник з врегулювання придністровського конфлікту (Спільна контрольна комісія зони безпеки та Комісія з політичних переговорів придністровського конфлікту), а також до трьох Організації безпеки та польової місії співробітництва в Європі (Грузія/Південна Осетія — Албанія, Хорватія).